# Sárközi Mátyás
Sárközi Mátyás (Budapest, 1937. július 19. –) Kossuth-díjas magyar író, kritikus, műfordító, szerkesztő.

## Élete
1945-ben bátyjával együtt a Gaudiopolis – Sztehlo Gábor által megálmodott Örömváros – lakói voltak. 1956-ban a budapesti Hétfői Hírlap munkatársa. Az 1956-os forradalom után Nyugatra menekült, és Angliában telepedett le.
1956–1963 között Londonban újságíró volt. 1957–1961 között a londoni St. Martin Képzőművészeti Akadémia könyvillusztrátori szakán tanult, majd a BBC magyar osztályán dolgozott. 1963–1966 között a müncheni Szabad Európa Rádió, 1966–1977 között ismét a BBC magyar osztályának munkatársa, 1977–2004 között külső munkatársa volt. 1972–1994 között Londonban képzőművészeti galériát vezetett.
1981–1984 között a University College Londonon irodalmat és történelmet tanult, Bachelor of Arts (BA) fokozatot szerzett, kitüntetéssel (honours). Szerkesztette az Angliai Magyar Tükör című folyóiratot. A British–Hungarian Fellowship elnöke volt.
Elbeszéléseket, karcolatokat, irodalmi cikkeket és kritikákat ír. Rendszeresen publikált az Új Látóhatárban és az Irodalmi Újságban. Fekete Márton írói néven 1966–2000 között Prominent Hungarians címmel angol nyelvű magyar „Ki kicsodá”-t jelentetett meg. 2001-től az InfoRádió londoni tudósítója. A Heti Válasz havi tárcaírója volt a lap megszűnéséig.

## Családja
Sárközi György (1899–1945) és Sárközi Márta (1907–1966) fia, Molnár Ferenc (1878–1952) unokája. Nővére: Horváth Eszter (1927–1996) (Lukin Eszter), bátyja Horváth Ádám (1930–2019) rendező. 1969-ben házasságot kötött Kovács Ilonával.

## Művei
- Közel és távolban; Aurora, München, 1963
- Prominent Hungarians Home and Abroad (1966–2000)
- Csillagtúra; Fehér Holló, London, 1968
- Korok és körök. Noteszjegyzetek; Fehér Holló, London, 1972
- A Rákosi-korszak irodalompolitikája; Fehér Holló, London, 1980
- Torkig Bizánccal; Fehér Holló, London, 1987
- Színház az egész világ. Molnár Ferenc regényes élete; Osiris-Századvég, Bp., 1995
- Budapest (angol leíró bibliográfia, 1997)
- Xenophobe's Guide to the Hungarians (Vámos Miklóssal, 1999)
- Feljegyzések a zöld füzetből; Új Horizont, Veszprém, 2001 ISBN 963-8246-10-3
- Levelek Zugligetből; Kortárs, Bp., 2003 (Phoenix könyvek) ISBN 963-9297-71-2
- The play's the thing. The life of Ferenc Molnár; White Raven Press, London, 2004
- Albion köd nélkül; fotó Dorothy Bohm; Jelenkor, Pécs, 2004 ISBN 963-676-357 7
- Mit is jelent? Sárközi Mátyás szótára; Osiris, Bp., 2005 ISBN 963-389-722-X
- Pallai Péter–Sárközi Mátyás: A szabadság hullámhosszán. Az 1956-os magyar forradalom története a BBC elmondásában; Helikon, Bp., 2006
- A Király utcán végestelen-végig; Kortárs, Bp., 2006 (Phoenix könyvek) ISBN 963-9593-43 5
- Vízszintes zuhanás. Négy év naplójegyzetei, 2004–2007; Kortárs, Bp., 2007 (Kortárs próza) ISBN 978-963-9593-65-7
- Pesten, Londonban és a nagyvilágban. Tárcák, portrék, kritikák; Jelenkor, Pécs, 2007 ISBN 978-963-676-426-5
- Micsoda életek! Emigránsok Angliában; Noran, Bp., 2008 ISBN 978-963-9716-71-1
- Liliom öt asszonya; Noran, Bp., 2008 ISBN 978-963-9716-72-8 (Molnár Ferencről)
- Pallai Péter–Sárközi Mátyás: Némi demokráciától a népi demokráciáig. A kommunista hatalomátvétel története Magyarországon a BBC-archívum tükrében, 1945–1948; Helikon, Bp., 2008
- Hol köt ki a komp? Elbeszélések; Jelenkor, Pécs, 2008 ISBN 978-963-676-452-4
- A bizarr évei. Élet és irodalom Rákosi Mátyás alatt; Kortárs, Bp., 2009 (Kortárs tanulmány) ISBN 978-963-9593-83-1
- Vérbeli várbeliek; fotó Kaiser Ottó; Kortárs, Bp., 2010 ISBN 978 963 9985 04 9
- Színház az egész világ. Molnár Ferenc regényes élete; 2. átdolg. kiad.; Luna Könyvek, Bp., 2010
- A szfinxtől egy üres szobáig. Negyven írás a művészetről; Noran Könyvesház, Bp., 2012 ISBN 978-963-283-064-3
- Párban magányban; Noran Könyvesház, Bp., 2012 ISBN 978 963 283 067 4
- Tamperdü. Az elveszett Zugliget nyomában; Kortárs, Bp., 2013 (Kortárs próza) ISBN 978-963-9985-47-6
- Túl az ezrediken. Válogatott cikkek, tárcák, kritikák; Jelenkor, Pécs, 2014 ISBN 978-963-6765-36-1
- Csé Cs. Szabó László életműve; Kortárs, Bp., 2014 (Kortárs tanulmány) ISBN 978-963-9985-66-7
- Levelek Zugligetből – Tamperdü (e-könyv, Kortárs Kiadó, 2016) ISBN 978-963-9985-92-6
- '34, '44, '56 – plusz. Elbeszélések és egy beszélgetés; Kortárs, Bp., 2016 ISBN 978-963-435-003-3
- Mi erősebb: a dal vagy az orkán? Sárközi György életpályája; Kortárs, Bp., 2017 (Kortárs tanulmány) ISBN 978-963-435-010-1
- Ládafia-történelem; Kortárs, Budapest, 2018
- Provence, Côte d'Azur; szöveg Sárközi Mátyás, fotó Kaiser Ottó; Kortárs, Bp., 2018 (Phoenix könyvek)
- Margit; Kortárs, Budapest, 2019 ISBN 978-963-435-049-1[5][6]
- Letters from Zugliget; Kortárs, Bp., 2019
- Hampstead. London romantikus művésznegyede; Noran Libro, Bp., 2020 (Érzelmes utazások)
- A bizarr évei. Élet és irodalom Rákosi Mátyás alatt; 2. jav. kiad.; Kortárs, Bp., 2021 (Kortárs tanulmány)

## Róla írt művek
- Levelek Hampsteadbe. Köszöntjük a nyolcvanéves Sárközi Mátyást!; szerk. Horváth Bence; Kortárs, Bp., 2017 (Phoenix könyvek) ISBN 978-963-435-017-0
- Arday Géza: Angliai magyar szemmel, Sárközi Mátyás tanulságai. In: Horizontmentés; Bp., L' Harmattan Kiadó, 2015, 114-116. old.

## Származása
| Sárközi Mátyás (Budapest, 1937. júl. 19.) író, szerkesztő | Apja: Sárközi György (Budapest, 1899. jan. 22.– Balf, 1945. márc. 8.) költő, műfordító                                                       | Apai nagyapja: Sárközi Vilmos (1881-ig Vogel) (Tab, 1863. ápr. 6.– 1945) hivatalnok                          | Apai nagyapai dédapja: Vogel Ignác tanító |
| Sárközi Mátyás (Budapest, 1937. júl. 19.) író, szerkesztő | Apja: Sárközi György (Budapest, 1899. jan. 22.– Balf, 1945. márc. 8.) költő, műfordító                                                       | Apai nagyapja: Sárközi Vilmos (1881-ig Vogel) (Tab, 1863. ápr. 6.– 1945) hivatalnok                          | Apai nagyapai dédanyja: Schönwald Rézi |
| Sárközi Mátyás (Budapest, 1937. júl. 19.) író, szerkesztő | Apja: Sárközi György (Budapest, 1899. jan. 22.– Balf, 1945. márc. 8.) költő, műfordító                                                       | Apai nagyanyja: Kovács Zsófia (Jenni) (1889-ig Kohn) (Sümeg, 1862. jún. 7.– Budapest, 1945. jan. 25.)        | Apai nagyanyai dédapja: Kohn Jakab kávés |
| Sárközi Mátyás (Budapest, 1937. júl. 19.) író, szerkesztő | Apja: Sárközi György (Budapest, 1899. jan. 22.– Balf, 1945. márc. 8.) költő, műfordító                                                       | Apai nagyanyja: Kovács Zsófia (Jenni) (1889-ig Kohn) (Sümeg, 1862. jún. 7.– Budapest, 1945. jan. 25.)        | Apai nagyanyai dédanyja: Schwarczenberg Netti                                                                                                  |
| Sárközi Mátyás (Budapest, 1937. júl. 19.) író, szerkesztő | Anyja: Sárközi Márta (születési nevén Molnár Márta) (Budapest, 1907. márc. 21.– Budapest, 1966. aug. 8.) szerkesztő, ifjúsági író, műfordító | Anyai nagyapja: Molnár Ferenc (1895-ig Neumann) (Budapest, 1878. jan. 12.– New York, 1952. ápr. 1.) író      | Anyai nagyapai dédapja: Neumann Mór (Pest, 1848– Budapest, 1907. okt. 17) orvos                                                                |
| Sárközi Mátyás (Budapest, 1937. júl. 19.) író, szerkesztő | Anyja: Sárközi Márta (születési nevén Molnár Márta) (Budapest, 1907. márc. 21.– Budapest, 1966. aug. 8.) szerkesztő, ifjúsági író, műfordító | Anyai nagyapja: Molnár Ferenc (1895-ig Neumann) (Budapest, 1878. jan. 12.– New York, 1952. ápr. 1.) író      | Anyai nagyapai dédanyja: Wallfisch Jozefa |
| Sárközi Mátyás (Budapest, 1937. júl. 19.) író, szerkesztő | Anyja: Sárközi Márta (születési nevén Molnár Márta) (Budapest, 1907. márc. 21.– Budapest, 1966. aug. 8.) szerkesztő, ifjúsági író, műfordító | Anyai nagyanyja: Vészi Margit (Budapest, 1885. ápr. 27.– Alicante, 1961. júl. 11.) újságíró, festő, grafikus | Anyai nagyanyai dédapja: Vészi József (születési nevén Weisz József) (Arad, 1858. nov. 6.– Budapest, 1940. jan. 23.) író, újságíró, szerkesztő |
| Sárközi Mátyás (Budapest, 1937. júl. 19.) író, szerkesztő | Anyja: Sárközi Márta (születési nevén Molnár Márta) (Budapest, 1907. márc. 21.– Budapest, 1966. aug. 8.) szerkesztő, ifjúsági író, műfordító | Anyai nagyanyja: Vészi Margit (Budapest, 1885. ápr. 27.– Alicante, 1961. júl. 11.) újságíró, festő, grafikus | Anyai nagyanyai dédanyja: Keményfi Franciska ("Ferike")                                                                                        |

## Díjai, elismerései
- A Morva Írószövetség "Evropsky Fejeton" Díja (1992)
- Nagy Imre-emlékplakett (1993)
- A Magyar Köztársasági Érdemrend kiskeresztje (1998)
- József Attila-díj (2004)
- A Magyar Köztársasági Érdemrend középkeresztje a csillaggal (2013)[11]
- Magyar Örökség díj (2017)
- Prima díj (2019)
- Kossuth-díj (2020)